# マーシャル・ストーン

マーシャル・ストーン

マーシャル・ハーヴィー・ストーン（Marshall Harvey Stone, 1903年4月8日 - 1989年1月9日）は、アメリカの数学者。関数解析・ブール代数等に関する業績で知られ、ストーンの表現定理、ストーン空間にその名を残す。
原子爆弾の投下で終結した太平洋戦争中に米国の第12代最高裁判所長官を務めたハーラン・フィスク・ストーン（Harlan Fiske Stone, 1872-1946） の息子。指導教官はフランスの物理学者のポアンカレの不動点定理を一般の場合に拡張したポアンカレ＝バーコフの定理の定理で知られるジョージ・デビット・バーコフ。

## 概要
連邦司法長官、連邦最高裁長官を歴任した高名な法律家ハーラン・フィスク・ストーンの子として、ニューヨークに生まれる。父のような法律家になることを嘱望され、ロースクールに進むつもりで1919年にハーヴァード大学に入学。しかし次第に法律よりも数学への興味をふくらませ、数学者を志すようになる。1926年、ジョージ・デビット・バーコフの指導のもと、線型常微分方程式に関する論文で博士号を取得。1925年にコロンビア大学講師となり、1927年にはハーヴァード大学講師となり、その後イェール大学準教授 (1931年 - 1933年)、ハーヴァード大学準教授 (1933年 - 1937年) を経て、1937年にハーヴァード大学教授となった。
1929年ごろより、ヒルベルト空間における自己随伴作用素（self-adjoint operator）に関する研究を始め、その成果は1932年に発表された大著にまとめられた。また、1930年にはストーン=フォン・ノイマン一意性定理を証明している。
1932年にはスペクトル理論に関する業績も発表し、1934年、これに関連してブール代数に関する2本の論文を発表。このなかで、現在「ストーンの表現定理」と呼ばれているものを証明した。またこのころ、ワイエルシュトラスの多項式近似定理を一般化しており、これは現在「ワイエルシュトラス=ストーンの定理」として知られている。
第二次世界大戦中は海軍作戦本部および陸軍省で極秘任務に従事。1943年から1944年にかけてはアメリカ数学会会長を務めている。1946年にはハーヴァード大学を去り、シカゴ大学数学部の学部長に着任。シカゴ大学では学部のスタッフ充実化に力を注ぎ、アンドレ・ヴェイユやソーンダース・マックレーンらを迎えることに成功する。1952年からは学部長をマックレーンに譲り、1968年に退官。その後は1980年までマサチューセッツ大学で教えた。また、1952年から1954年にかけては、国際数学連合会長にも選ばれている。
ストーンは大の旅行好きとしても知られ、1989年（平成元年）、インドのマドラスで客死した。